# Marmári
Marmári (en grec moderne : Μαρμάρι) est un ancien dème du sud de l'île d'Eubée, en Grèce, dont le siège est le village homonyme (1 000 habitants environ). Il a fusionné avec d'autres en 2010 pour former le nouveau dème de Karystos.
Il comprend l'archipel des Pétalii, un ensemble d'une dizaine d'îles privées. Les ferries vont du port de Rafina à Marmari toute l'année.